# 南定河

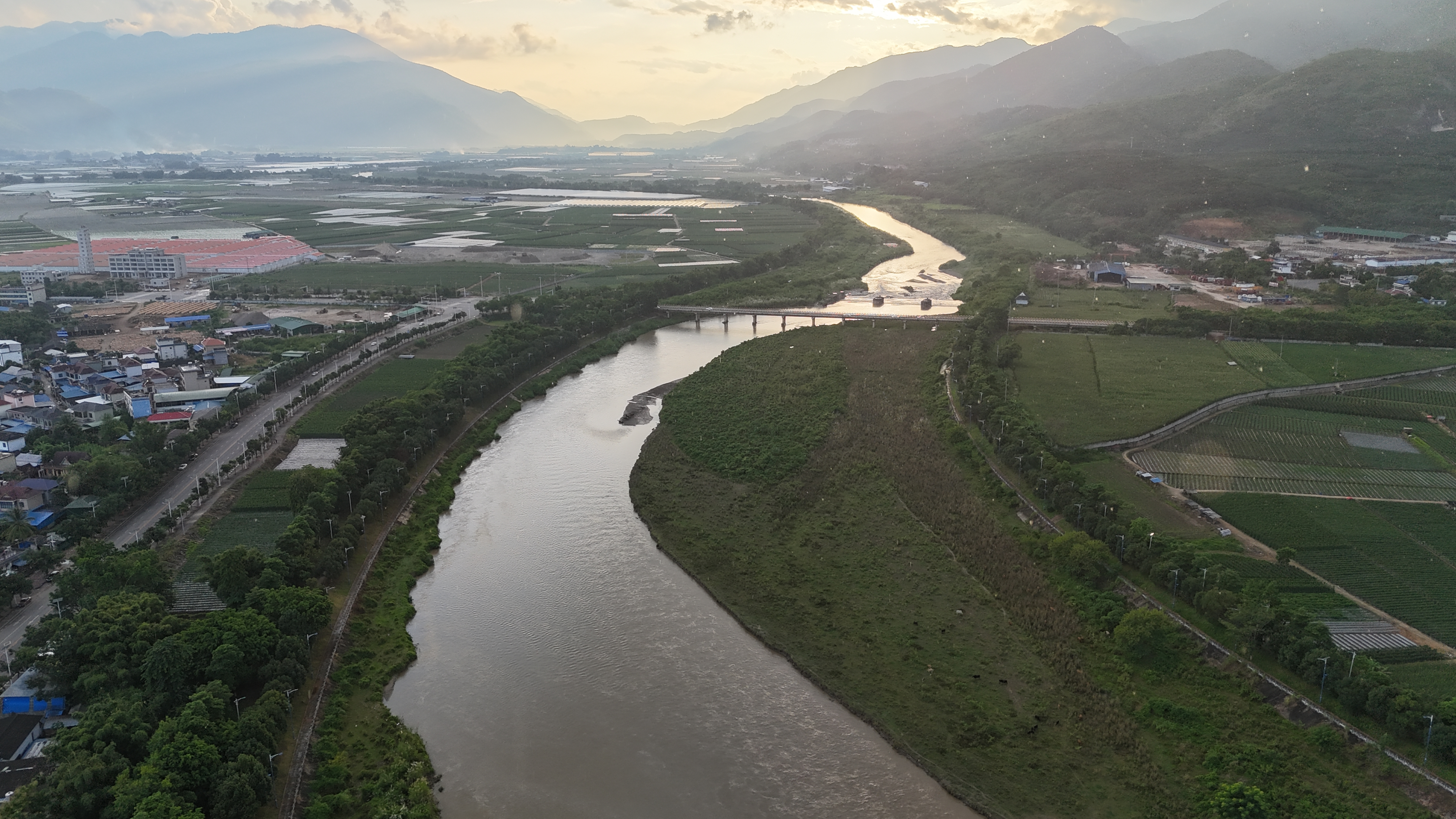
南定河孟定段航拍

南定河，上游称南汀河，发源于中国云南省临沧市临翔区博尚镇东部凉山，河源海拔2464.8米，向西流入博尚水库，出水库向北流，左纳昔戛河，至临沧坝(临沧市城区)附近接纳勐旺河，出坝向北流， 再转向西流，右纳头道水，结束上游流程；转向西南穿过峡谷，于云县幸福镇右纳盘河后为永德县与耿马县界河，至勐简坝为镇康县与耿马县界河；出坝后左纳姑老河再进入峡谷，流淌7千米至勐定坝，结束中游流程；下游主河道蜿蜒曲折，于左岸接纳南袜河与小黑河，出勐定坝又入峡谷，右纳南捧河（南朋河），在清树寨至清水河村一小段为中缅界河，于清水河村流入缅甸境内，向西右纳清水河后称南定河，在果敢县南部滚弄汇入萨尔温江。
中国境内流域面积8207.9平方千米，主河长272.9千米，总落差1860米，水力资源理论蕴藏量97.0万千瓦。